# Reinhild Vandekerckhove
Reinhild Vandekerckhove (Kortrijk, 17 januari 1969) is docent Nederlandse taalkunde en sociolinguïstiek aan de Universiteit Antwerpen. Zij promoveerde aan de Katholieke Universiteit Leuven Campus Kortrijk met een onderzoek naar dialectverlies in Vlaanderen, met als casus het dialect van Deerlijk, op de grens van West- met Oost-Vlaanderen. Deze studie werd bekroond met de prijs van de Koninklijke Academie voor Taal- en Letterkunde in Gent. 
Zij publiceerde artikelen over taalkunde in diverse tijdschriften, is lid van de redactie van het tijdschrift Nederlandse taalkunde en voorzitter van de Stichting Nederlandse dialecten. Samen met Magda Devos schreef zij het boek West-Vlaams, over het West-Vlaams dialect (uitgeverij Lannoo 2005). In 2005 werd zij als jonkvrouw opgenomen in de (ludieke) orde van 't Manneke uit de Mane.
Reinhild Vandekerckhove is afkomstig van Deerlijk. Zij is de achterkleindochter van 'meester' René Vandekerckhove.